# 대포

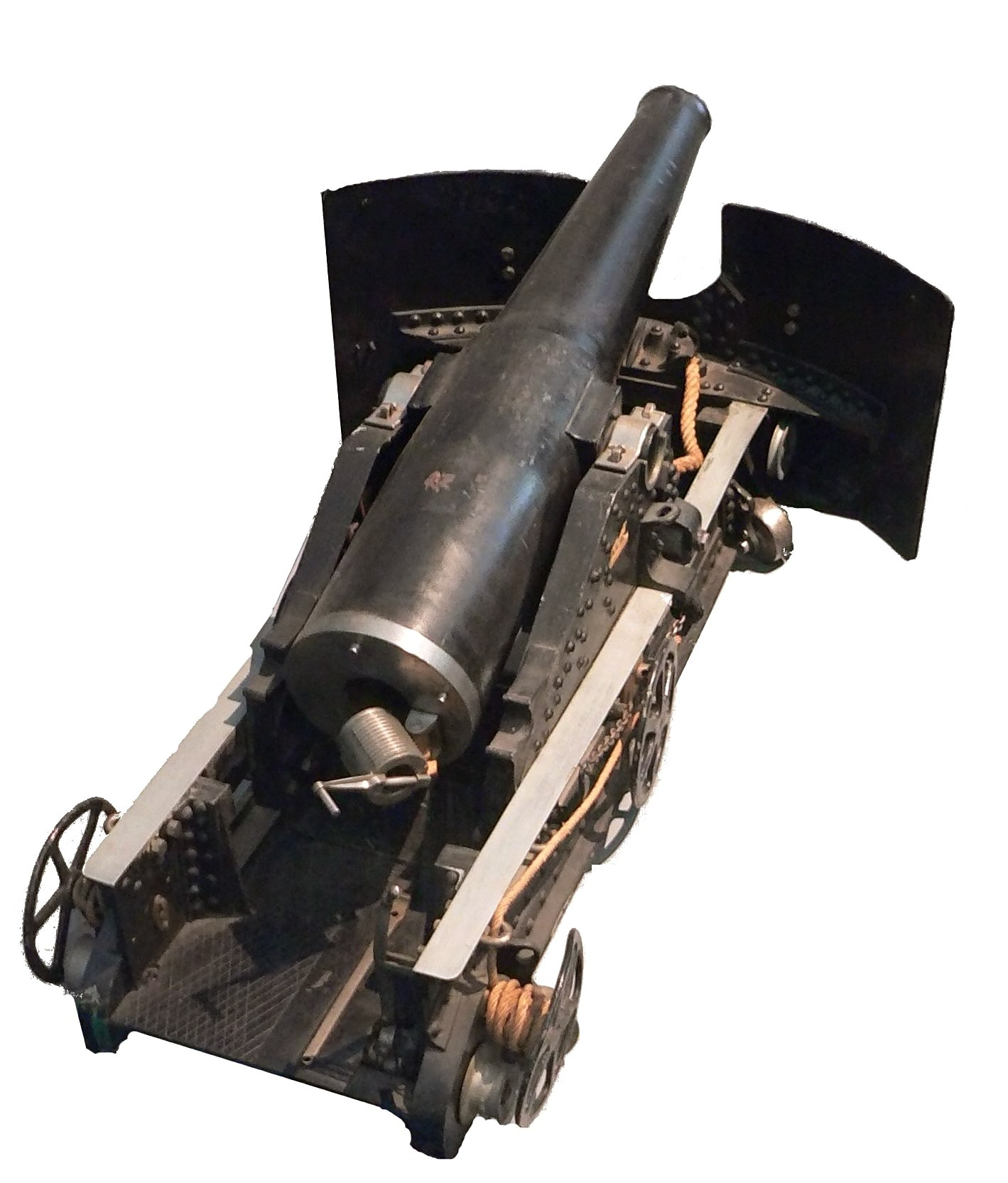
19세기 말에 쓰인 프랑스 해군의 대포.

대포(大砲, 영어: artillery) 또는 화포(火砲)는 화약의 폭발력을 이용해 포탄을 발사하는 병기의 총칭이었지만 현재의 대포는 구경 20mm 이상의 화약식 발사 병기를 가리킨다. 또한 대포는 조준이 아닌 탄착점 계산을 통해 사격을 한다.
대포는 12세기 초반에 대나무 대포가 등장하였고, 금속을 기반으로 최초로 개발된 형태의 대포는(유럽에서는 1340년경에 최초 실전 사용) 항아리에 화약을 채우고 그 위에 돌을 덮은 후 날려 보내는 식의 구포(박격포)였으며, 이후 발사 거리를 늘리기 위해 포신을 늘이게 되었다. 처음에는 '사석포' 라 불리는 쇠막대기를 연결하여 용접한 형태의 대포가 사용되었지만 16세기 이후 주조 방식으로 대포가 생산되었다. 하지만 이 방법은 완전히 똑같은 주물틀을 만들 수가 없어 대포마다 안정성과 성질이 제각각이였고, 무게도 더 무거웠고 포탄의 속도 역시 느렸다. 펠리페 2세의 초기 통치기에 순진한 발명가인 발타사르 데 리오스는 각 부분을 분해해서 수백명의 군인들이 등에 짊어지고 이동할 수 있는 구경이 큰 대포를 발명하여 제시했지만 채택되지 않았다.
그러나 18세기 후반 프랑스에서 대포의 포신을 깎아 포구를 만드는 방법(대포 천공기)이 개발되면서 어떤 대포이든지 안정성과 성질이 똑같게 되었고 또한 포신의 두께를 얇게 만들어도 안정성에 영향을 주지 않게 되며 따라서 대포의 무게도 더 가벼워졌다. 또한, 유극(포강과 포신 사이의 간격)이 줄어들면서 폭발 가스의 유출이 줄어들어 포탄의 속도가 더욱 빨라졌다.
그러나 전근대의 대포는 대부분 필연적으로 전장식 대포일 수밖에 없었다. 또한 포를 얹어두는 포가의 경우도 포의 발사반동을 제대로 흡수할 수 없었으므로 대형의 대포는 제작하기 어려웠다. 포술 또한 어려운 기술 중의 하나로, 역학의 발전을 통한 포물선 운동에 대한 이해와 균일한 발사장약의 제작법이 나오기 전까지는 포를 명중시킨다는 것이 대단히 어려웠다.
이후 금속 가공 기술의 발전 및 우수한 포가가 출현하면서, 후장식 대포가 출현한다. 따라서 대구경 야포의 양산이 가능해졌으며, 포병 교리의 발전으로 현재와 같은 곡사포 중심의 포병대가 출현하게 된다.
현재는 포의 자주화(자주포)와 장 구경장 포신의 채용으로 빠른 진지 간 이동이 가능하며 장거리 속사가 가능한 포병여단급 부대가 주로 운영된다. 구 소련식 교리를 채용하는 국가에서는 포병군단급의 집단 포병도 운용되고 있다.

## 어원
artillery란 단어는 중세시대에서 유래한다. 일설에서는 'to arrange'를 뜻하는 고대 프랑스어 atelier, 'equipment'를 의미하는 attilement에서 유래했다고 한다. 13세기 이후 무기 개발자 사이에서 artillier란 단어가 언급되었다. 이후 250년 동안 artillery란 명칭이 모든 형태의 무기(all forms of military weapons)에 본격적으로 사용되었다.

## 종류
- 평사포, 곡사포, 박격포
- 야전포, 요새포, 해안포
- 대공포, 대전차포
- 견인포, 자주포
- 경포(輕砲), 중포(中砲), 중포(重砲)
- 보병포, 기병포, 전차포

## 같이 보기
- 한국의 대포 역사(en:Korean cannon)
- 포
- 관련 법규
- 캐넌
- 레일건
- 자주포